# Myrciaria dubia
Myrciaria dubia ((Kunth) McVaugh, 1963), comunemente noto come camu-camu, è un arbusto appartenente alla famiglia delle Myrtaceae, endemico della foresta amazzonica.

## Descrizione

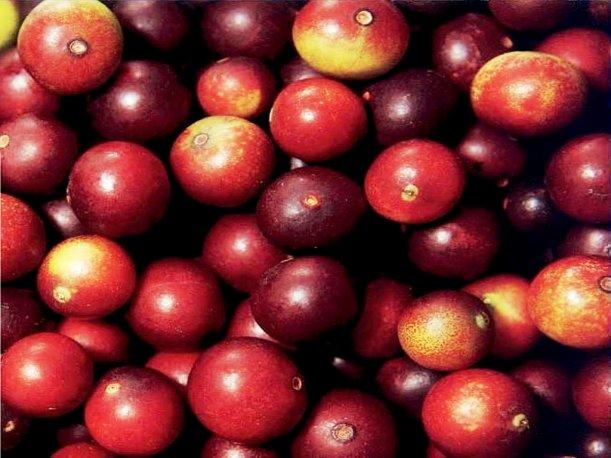
Frutti di camu-camu

Può arrivare a misurare fino a 8 m di altezza. Si coltiva per utilizzarne la frutta che contiene molta vitamina C.

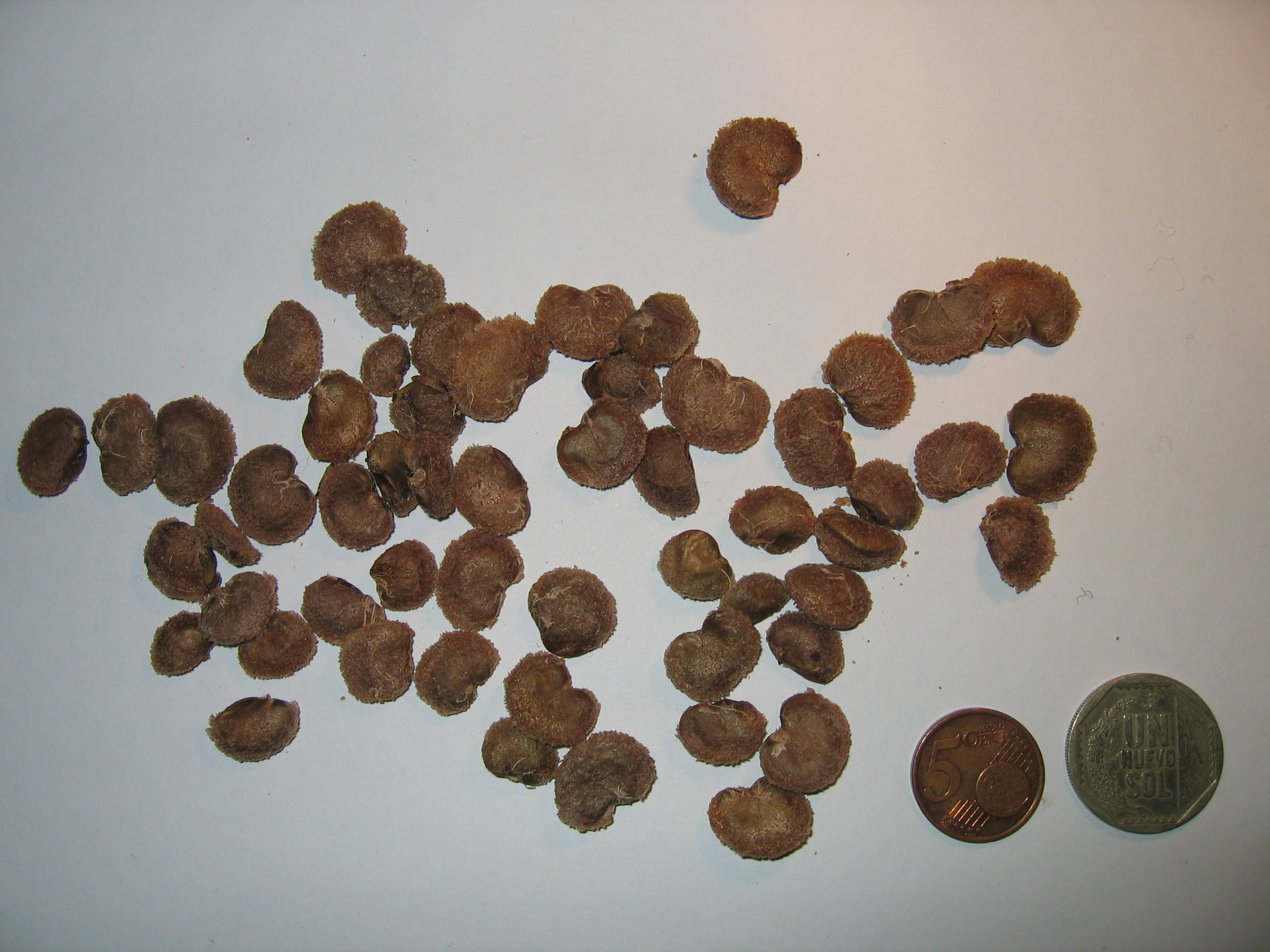
Semi secchi di Camu Camu

## Distribuzione e habitat
Che cresce in forma selvatica su suoli alluvionali che sono inondati durante le epoche delle piogge.
Si trova principalmente lungo i fiumi Ucayali e Rio delle Amazzoni e i loro affluenti, specialmente nel settore ubicato tra le località di Pucallpa (sul fiume Ucayali) e Pebas (sul Rio delle Amazzoni).